# Chucunaque
Chucunaque (Chucunake) jedno od indijanskih plemena porodice Cunan naseljeno u džunglama duž gornjeg toka rijeke Rio Chucunaque u Panami.
U ranom 20. stoljeću posjetila ih je Lady Richmond Brown u pratnji Fredericka Albert Mitchell-Hedgesa i pisala o njimau knjizi Unknown Tribes Uncharted Seas. 
Godine 2000. za njih je utemeljena nova comarca (indijanski teritorij) Wargandí od dijela provincije Darién, a prostire se naa 775 km². Današnja su im naselja Wala (ili Wuala), Morti i Nurra koje služi kao glavno središte.
Chucunaque nije i ime jezika, nego su podgrupa kopnenih Cuna, ostale dvije su Bazano i nestali Cueva ili Coiba.

## Vanjske poveznice
- Hiden Face of the Kuna World : Wuala, a little village of the Comarca Wargandi, Panama